# Marie-Caroline d'Autriche (1825-1915)
Marie-Caroline d'Autriche (Maria Karoline Luise Christine, Erzherzogin von Österreich; 10 septembre 1825 – 17 juillet 1915) est une archiduchesse d'Autriche.

## Biographie
Marie-Caroline est née à Vienne, deuxième fille et sixième enfant de Charles-Louis d'Autriche-Teschen et d'Henriette de Nassau-Weilbourg. Son père? héros de la bataille d'Essling, est un fils de l'empereur Léopold II et de l'infante Marie-Louise d'Espagne . Sa mère est une des filles du duc Frédéric-Guillaume de Nassau-Weilbourg (1768-1816) et de son épouse Louise-Isabelle de Kirchberg.
N'étant pas destinée à se marier et par tradition familiale, elle est nommée à 19 ans Princesse-Abbesse du Chapitre de Dames Nobles du château de Prague (fonction qu'elle abandonnera lors de son mariage).
Le 21 février 1852, Marie-Caroline épouse son cousin Rainier d'Autriche, troisième fils de l'archiduc Rainier d'Autriche et de la princesse Élisabeth de Savoie-Carignan. Le mariage est très heureux, et le couple est probablement le plus populaire parmi les membres de la Maison Impériale. Le mariage est resté sans enfant mais le couple reporta son affection sur leurs jeunes parents Franco-Bavarois, le duc et la duchesse d'Alençon .
Au moment de sa mort, elle est la dernière survivante des petits-enfants de Léopold II.